# Cape Fear (rzeka)
Cape Fear (ang. Cape Fear River) – rzeka w Stanach Zjednoczonych, w środkowej i południowo-wschodniej części stanu Karolina Północna. Liczy około 320 km długości.
Rzeka powstaje z połączenia rzek Deep i Haw, których źródła znajdują się na terenie płaskowyżu Piedmont. Płynie w kierunku południowym i południowo-wschodnim, przepływa przez miasta Fayetteville, Elizabethtown i Wilmington. Uchodzi do Oceanu Atlantyckiego nieopodal miasta Southport. Przepływa przez terytorium hrabstw Brunswick, New Hanover, Pender, Columbus, Bladen, Cumberland, Harnett, Wake, Chatham i Lee.
Swoją nazwę rzeka wzięła od przylądka Cape Fear, na wyspie Bald Head Island, położonej między ujściem rzeki a otwartym oceanem. Rzeka jest żeglowna do wysokości miasta Fayetteville. Przez estuarium rzeki przebiega fragment Wewnętrznej Przybrzeżnej Drogi Wodnej.